# سید ابراهیم میلانی
سید ابراهیم میلانی از سیاستمداران ایرانی بود، که در دوره‌  هفدهم بعنوان نماینده تبریز  در مجلس شورای ملی حضور داشت.